# Deutsches Schriftstellerlexikon
Unter dem Titel Deutsches Schriftstellerlexikon (ab 1967: Lexikon deutschsprachiger Schriftsteller) erschien 1960 im Volksverlag Weimar ein biografisches Nachschlagewerk zu deutschsprachigen Autoren. Der Untertitel lautete Von den Anfängen bis zur Gegenwart. Verfasst wurde es von Günter Albrecht, Kurt Böttcher, Herbert Greiner-Mai und Paul Günter Krohn, wobei die Hauptredaktion bei Kurt Böttcher lag.

## Konzept
Das Lexikon sollte (laut dem Klappentext der Ausgabe von 1967) einen Überblick über „alle wesentlichen Namen der deutschsprachigen Literatur in Geschichte und Gegenwart, Schriftsteller der in der DDR lebenden sorbischen nationalen Minderheit, mittel- und neulateinische Schriftsteller, soweit sie für die deutsche Literaturgeschichte von Bedeutung waren, sowie die wichtigsten anonymen Werke“ geben. Die alphabetisch geordneten Artikel sollen dabei einerseits über Leben und Werke der Autoren informieren, andererseits aber auch „eine gründliche Wertung und Würdigung“ aus ästhetischer und aus ideologischer Perspektive bieten, wobei die Maßstäbe der vom Historischen Materialismus geprägten DDR-Literaturwissenschaft angelegt werden. Auch bei der Auswahl der Autoren wurde DDR-Gegenwartsautoren sowie „humanistischen, progressiven und sozialistischen Dichtern ein Vorrang eingeräumt“. In einzelnen Fällen wurden „Sammelartikel“ erstellt, in denen unter dem Namen eines charakteristischen Autors eine ganze literarische Strömung oder Gruppe zusammengefasst wird. Die Gesamtzahl der Artikel stieg im Verlauf der verschiedenen Auflagen von anfangs etwa 700 auf fast 1500.

## Publikationsgeschichte
Von 1960 bis 1963 erschien jährlich eine neue Auflage. Nachdem der Volksverlag Weimar zum 1. Januar 1964 in den Aufbau Verlag eingegliedert wurde, erschien eine fünfte Auflage beim VEB Bibliographisches Institut in Leipzig. Dort erschien dann 1967/68 eine stark erweiterte, zweibändige Ausgabe unter dem neuen Titel Lexikon deutschsprachiger Schriftsteller (1. Band A–K, 2. Band L–Z). Von dessen zweiter Auflage (1. Band 1972, 2. Band 1974) erschien 1974 auch eine Lizenzausgabe beim westdeutschen Scriptor Verlag aus Kronberg.
Bei einer späteren Neubearbeitung waren die Artikel nicht mehr nach Namen, sondern nach Lebensdaten auf die beiden Bände aufgeteilt. So trug der 1. Band (1987, 2. Aufl. 1989) den Untertitel Von den Anfängen bis zum Ausgang des 19. Jahrhunderts und der 2. Band (1993 im Olms Verlag erschienen) den Untertitel 20. Jahrhundert.

## Ausgaben und Auflagenzahlen
- 1960: 1. Auflage, 1.–23. Tausend
- 1961: 2., bearbeitete und verbesserte Auflage, 24.–73. Tausend
- 1962: 3. Auflage (durchgesehener Nachdruck der 2. Auflage), 74.–123. Tausend
- 1963: 4., ergänzte und bearbeitete Auflage, 124.–149. Tausend
- 1964: 5. Auflage (durchgesehener Nachdruck der 4. Auflage)

- 1967/68: 1. Auflage unter neuem Titel, 1.–56. Tausend
- 1972/74: 2., überarbeitete Auflage, 57.–106. Tausend
- 1974/75: 3. Auflage (unveränderter Nachdruck der 2. Auflage), 107.–146. Tausend

- 1987: Neubearbeitung, 1. Auflage von Band 1 (Anfänge bis 19. Jahrhundert)
- 1989: Neubearbeitung, 2. Auflage von Band 1
- 1993: Neubearbeitung, 1. Auflage von Band 2 (20. Jahrhundert)

## Rezeption
Dieter Herberg lobt in seiner Rezension zur Ausgabe von 1972/74 die Auswahlkriterien sowie die wertenden Teile der Artikel und hebt hervor, dass auch Autoren jener Genres aufgenommen wurden, die sonst in Literaturlexika zu kurz kommen: „Kritiker, Essayisten, Publizisten, Wissenschaftler, Kulturpolitiker, Film-, Fernseh- und Funkautoren, Kinderbuchautoren, Autoren von Songs, Vertreter der Singebewegung, Nachdichter.“ Andererseits kritisiert er eine zu hohe Zahl an Fehlern und Inkonsequenzen bei lexikalischen und bibliografischen Informationen.